# محمد صبحي (لاعب كرة قدم، مواليد 1981)
محمد ياسر منصور صبحي عليوة (ولد 30 أغسطس 1981 في مدينة التل الكبير بمحافظة الإسماعيلية في مصر) هو حارس مرمى مصري يلعب حاليًا في صفوف النادي الإسماعيلي.
بدأ مسيرته الكروية مع نادي الإسماعيلي في عام 2001 وفاز بالدوري العام المصري موسم 2002-2001 على الرغم من صغر سنه (18 سنة) كما وصل مع الفريق لنهائي دوري ابطال أفريقيا ونهائي كاس العرب ونهائي بطولة الدوري عام 2009 والفوز ببطولة وادي دجلة الودية عام 2010. انتقل عام 2014 إلى سموحة واستمر هناك مدة موسم واحد، عاد بعدها إلى الإسماعيلي مرة أخرى.
على الصعيد الدولي، صبحي كان ضمن منتخب مصر للشباب الفائز بالمركز الثالث في بطولة العالم للشباب لكرة القدم 2001. وفاز مع المنتخب الأول بلقب كأس الأمم الأفريقية لكرة القدم 2008.

## روابط خارجية
- محمد صبحي على موقع قاعدة بيانات كرة القدم.إي يو (الإنجليزية)
- محمد صبحي على موقع ناشيونال فوتبول تيمز (الإنجليزية)
- محمد صبحي على موقع Soccerway.com (الإنجليزية)